# Église Sainte-Hélène de Nice
L’église Sainte-Hélène est une église catholique située à Nice, en France.

## Localisation
L'église est située dans le département français des Alpes-Maritimes, sur la commune de Nice.

## Historique
Le chanoine prévôt de la cathédrale, Honoré Rossignoli, fait son testament le 16 juin 1646 et réclame, entre autres, l'intercession de sainte Hélène.
Dans le codicille de son testament qu'il fait le 29 août 1654, le prévôt Rossignoli fait un don de deux cens rapportant annuellement 24 écus d'or d'Italie pour célébrer une messe chaque jour dans cette chapelle située dans la propriété de son frère, l'avocat Jean Rossignoli, à Carras.
On peut donc en déduire que la première chapelle Sainte-Hélène a été construite entre 1646 et 1654. On connaît le nom du recteur de la chapelle en 1693, il s'agit de Don Jean-Baptiste Fighiera, d'Eze.
Le XVIIIe siècle voit la construction d'églises rurales.
Marc-Aurèle, fils de Jean Rossignoli, sénateur au Sénat de Nice, lègue en 1711 tous ses biens à Carras, dont la chapelle, aux pères carmes déchaux, ainsi que des sommes d'argent qui doivent être utilisées pour la construction de leur église et leur couvent. L'évêque de Nice Provana de Leyni étant mort en 1706 et son successeur, Mgr Recrosio ayant été désigné en 1727, le legs de Jean Rossignoli est resté en l'état avec un autre legs. C'est le 15 juillet 1728, après avoir obtenu l'accord du Saint-Siège, que l'évêque de Nice décide d'utiliser le legs de Jean Rossignoli pour construire l'église Sainte-Hélène et d'en faire une église paroissiale.
Le style du campanile semble montrer qu'il a dû être ajouté dans la seconde moitié du XVIIIe siècle.
L'église est remaniée au XIXe siècle.
L'édifice est inscrit au titre des monuments historiques le 25 juin 1951.

## Orgue
La Manufacture provençale d’orgues a construit celui de l'église en 1978. C'est un instrument de style baroque allemand. Après 32 ans, les travaux de relevage  avec le démontage des 1 098 tuyaux a été réalisé par Yves Cabourdin.